# Grand Prix Rakouska 1972
Grand Prix Rakouska 1972 (oficiálně X Großer Preis von Osterreich) se jela na okruhu Österreichring ve Spielbergu v Rakousku dne 13. srpna 1972. Závod byl devátým v pořadí v sezóně 1972 šampionátu Formule 1.

## Závod
| Poř.   | No. | Jezdec               | Konstruktér    | Počet kol | Čas/Odstoupení  | Pořadí na startu | Body |
| ------ | --- | -------------------- | -------------- | --------- | --------------- | ---------------- | ---- |
| 1      | 31  | Emerson Fittipaldi   | Lotus-Ford     | 54        | 1:29:16.66      | 1                | 9    |
| 2      | 12  | Denny Hulme          | McLaren-Ford   | 54        | + 1.18          | 7                | 6    |
| 3      | 14  | Peter Revson         | McLaren-Ford   | 54        | + 36.53         | 4                | 4    |
| 4      | 25  | Mike Hailwood        | Surtees-Ford   | 54        | + 44.76         | 12               | 3    |
| 5      | 10  | Chris Amon           | Matra          | 54        | + 45.64         | 6                | 2    |
| 6      | 9   | Howden Ganley        | BRM            | 54        | + 1:01.19       | 10               | 1    |
| 7      | 1   | Jackie Stewart       | Tyrrell-Ford   | 54        | + 1:09.09       | 3                |      |
| 8      | 7   | Jean-Pierre Beltoise | BRM            | 54        | + 1:21.45       | 21               |      |
| 9      | 2   | François Cevert      | Tyrrell-Ford   | 53        | + 1 kolo        | 20               |      |
| 10     | 4   | Niki Lauda           | March-Ford     | 53        | +1 kolo         | 22               |      |
| 11     | 24  | Tim Schenken         | Surtees-Ford   | 52        | +2 kola         | 8                |      |
| 12     | 5   | Ronnie Peterson      | March-Ford     | 52        | +2 kola         | 11               |      |
| 13     | 6   | Peter Gethin         | BRM            | 51        | +3 kola         | 16               |      |
| 14     | 11  | Andrea de Adamich    | Surtees-Ford   | 51        | +3 kola         | 13               |      |
| 15     | 27  | Rolf Stommelen       | Eifelland-Ford | 48        | Motor           | 17               |      |
| NC     | 23  | Carlos Pace          | March-Ford     | 46        | Neklasifikován  | 18               |      |
| NC     | 15  | Nanni Galli          | Tecno          | 45        | Únik oleje      | 23               |      |
| Ret    | 16  | Graham Hill          | Brabham-Ford   | 36        | Vstřikování     | 14               |      |
| Ret    | 28  | Wilson Fittipaldi    | Brabham-Ford   | 31        | Brzdy           | 15               |      |
| Ret    | 3   | Mike Beuttler        | March-Ford     | 24        | Palivový systém | 24               |      |
| Ret    | 29  | François Migault     | Connew-Ford    | 22        | Zavěšení        | 25               |      |
| Ret    | 18  | Jacky Ickx           | Ferrari        | 20        | Palivový systém | 9                |      |
| Ret    | 17  | Carlos Reutemann     | Brabham-Ford   | 14        | Vstřikování     | 5                |      |
| Ret    | 19  | Clay Regazzoni       | Ferrari        | 13        | Palivový systém | 2                |      |
| Ret    | 21  | Dave Walker          | Lotus-Ford     | 6         | Motor           | 19               |      |
| DNS    | 22  | Henri Pescarolo      | March-Ford     |           | Nehoda          |                  |      |
| Zdroj: |     |                      |                |           |                 |                  |      |

## Průběžné pořadí po závodě
Pohár jezdců
|        | Pořadí | Jezdec             | Body |
| ------ | ------ | ------------------ | ---- |
|        | 1      | Emerson Fittipaldi | 52   |
|        | 2      | Jackie Stewart     | 27   |
| 1      | 3      | Denny Hulme        | 27   |
| 1      | 4      | Jacky Ickx         | 25   |
| 1      | 5      | Peter Revson       | 14   |
| Zdroj: |        |                    |      |

Pohár konstruktérů
|        | Pořadí | Konstruktér  | Body |
| ------ | ------ | ------------ | ---- |
|        | 1      | Lotus-Ford   | 52   |
| 2      | 2      | McLaren-Ford | 35   |
| 1      | 3      | Tyrrell-Ford | 33   |
| 1      | 4      | Ferrari      | 29   |
|        | 5      | BRM          | 13   |
| Zdroj: |        |              |      |